# Sivakkajärvi (sjö i Norra Karelen)
Sivakkajärvi är en sjö i Finland. Den ligger i kommunen Valtimo i landskapet Norra Karelen, i den centrala delen av landet, 400 km nordost om huvudstaden Helsingfors. Sivakkajärvi ligger 167,2 meter över havet. I omgivningarna runt Sivakkajärvi växer i huvudsak blandskog. Den är 8 meter djup. Arean är 1,04 kvadratkilometer och strandlinjen är 7,66 kilometer lång. Sjön  ingår i Vuoksens huvudavrinningsområde. 
I övrigt finns följande i Sivakkajärvi:
- Miessaari (en ö)
- Heposaari (en ö)